# 菊月號驅逐艦

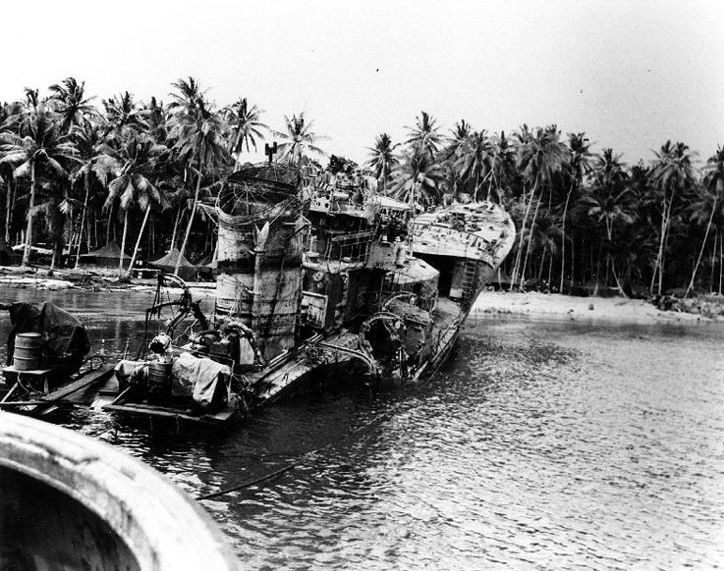
菊月號的殘骸，攝於1943年8月美軍對其進行調查期間。

菊月號驅逐艦（日语：／ Kikuzuki），係舊日本海軍的一艘建造於戰間期的睦月級驅逐艦，服役伊始，睦月級驅逐艦屬於先進的艦艇，並因而被編爲一線驅逐艦。但在太平洋戰爭爆發時，它們就已經過時了。
該艦的名字「菊月」指天保历的九月，继承自初代1907年9月20日竣工的神風級驅逐艦的菊月號。於2003年除籍的日本海上自卫队菊月號護衛艦则相继继承于这艘驱逐舰。

## 歷史
在日本簽訂《華盛頓海軍條約》之後，自1923年財年度起，日本便開始拆解軍艦。在這樣的背景下，睦月級驅逐艦的建造便被當時的日本帝國海軍提上日程，属于大正12年度艦艇補充计划的计划舰。舊日本海軍將睦月級驅逐艦定位為早先的峯風級和神風級驅逐艦的後續艦艇，睦月級的設計也與後兩者的設計有諸多相似之處。作為睦月級驅逐艦中的一艘，菊月號於1925年6月15日在舞鶴海軍兵工廠開工，1926年5月15日下水，1926年11月20日竣工、入役。最初，該艦稱為第三十一號驅逐艦，但在1928年8月1日，該艦改名為菊月號。
在1930年代晚期，菊月號參與了日本侵華戰爭，為日軍在中國中部和南部的登陸提供支援。日軍入侵法屬印度支那時，菊月號亦有參戰記錄。

### 第二次世界大戰
在日軍偷襲珍珠港時，菊月號隸屬於日本海軍第一航空艦隊第二航空戰隊第二十三驅逐隊。菊月號從小笠原群島中的母島出發，參加了日軍攻佔關島的作戰行動。該艦於1942年1月早些時候返回了特魯克以與當時駐紮在新愛爾蘭島卡維恩的即將參加R作戰的部隊匯合。當年3月，菊月號又在北所羅門群島、萊城、阿得米拉提群島為SR作戰中的日軍登陸作戰提供了支援。4月10日，菊月號被重新編入日本海軍第四艦隊。
菊月號之後參加了MO作戰。在1942年5月3日—5月4日的圖拉吉戰役中，菊月號被從美國約克鎮號航空母艦上起飛的飛機發射的魚雷擊中。這次魚雷攻擊造成了12名船員陣亡，22名船員受傷。隨後，日本海軍獵潛艦「第三利丸」將菊月號拖拽至吉沃圖島（Gatuvu Island）的沙灘上，並救走了船上的倖存者。在接下來的一個漲潮週期中，菊月號因滑入水中而沉沒。其沉沒地點的坐標為09°07′S 160°12′E / 9.117°S 160.200°E。1942年5月25日，舊日本海軍將菊月號除籍。
在美軍重新奪回圖拉吉之後，美軍普羅米修斯號工作艦曾經將菊月號自水中撈起，以期獲得軍事情報。隨後，菊月號的殘骸就被美軍丟在了吉沃圖島的海岸上。經過常年的風吹雨打，菊月號的殘骸也不斷鏽蝕。但菊月號卻是除特殊艦和醫院船之外，唯一尚稱還存留在水面之上的原隸屬於舊日本海軍的艦艇。
而到了2016年，日本一個名為「菊月保存會」的民間組織從所羅門政府處獲得了菊月號的部分打撈許可，並在2017年成功把她尚算完好的第四炮身運回日本
，自此菊月號成為全睦月級驅逐艦甚至是整個峯風型驅逐艦和神風型驅逐艦以峯風型為基本構型的驅逐艦當中，唯一同時尚存艦體在水面之中兼有實物保存在日本國內的事例。

## 歷代艦長
舾裝長官（日语：艤装員長)
1. 斎藤二朗中佐：1926年9月1日 - 9月25日

艦長
1. 斎藤二朗 中佐：1926年9月25日 - 1928年12月10日
2. 小林徹理 中佐：1928年12月10日 - 1929年11月30日
3. 江口松郎 少佐：1929年11月30日 - 1930年12月1日
4. 佐藤俊美 少佐：1930年12月1日 -
5. （兼）鈴木田幸造 大佐：不詳 - 1933年11月15日[12]
6. 島崎利雄 少佐：1933年11月15日 - 1934年11月15日[13]
7. （兼）小西要人 少佐：1934年11月15日[13]-
8. 森寛 少佐：1935年6月15日 - 1936年6月20日[14]
9. 七字恒雄 少佐：1936年6月20日[14]- 12月1日[15]
10. 勢経雄 少佐：1936年12月1日 -
11. 大前敏一 少佐：1937年6月1日 -
12. 山田鉄夫 少佐：1937年10月23日 -
13. 有馬時吉 少佐：1937年11月29日 -
14. 金田清之 少佐：1938年12月15日 -
15. 浜中脩一 少佐：1939年4月1日 -
16. 作間英邇 少佐：1940年11月15日 -
17. 森幸吉 少佐：1941年9月12日 -